# Josef Zeppetzauer
Josef Zeppetzauer (* 2. Februar 1887 in Ischl; † 23. Mai 1970 ebenda) war ein österreichischer Forstarbeiter, Gewerkschafter und Politiker.

## Leben
Josef Zeppetzauer besuchte die Volksschule in Mitterweißenbach und arbeitete anschließend als Knecht. Ab 1903 arbeitete er als Forstarbeiter, ab 1904 beim Forstamt in Ebensee. Im Ersten Weltkrieg wurde er zum Kriegsdienst eingezogen. Nach Kriegsende betätigte er sich wieder als Forstarbeiter und wurde zunächst Betriebsrat, dann Zentralbetriebsrat der Forstarbeiter in der christlichen Gewerkschaft. Er war an der Gründung der Land- und Forstwirtschaftlichen Sozialversicherungsanstalt beteiligt.
Im autoritären Ständestaat wurde Zeppetzauer auf Vorschlag der Zentralkommission der Christlichen Gewerkschaften als Vertreter der Unselbständigen der Berufsgruppe Land- und Forstwirtschaft Mitglied des Bundeswirtschaftsrats. Er hatte dieses Mandat von 1934 bis 1938 inne. Daneben war er Mitglied und Obmann der Sektion der Forstarbeiter des Landesbauernrates sowie Mitglied in der Landwirtschaftskammer und im geschäftsführenden Ausschuss des oberösterreichischen Bauernbundes.
Über sein Leben während der Zeit des Nationalsozialismus ist nichts bekannt.
Nach dem Zweiten Weltkrieg engagierte sich Zeppetzauer politisch in der Österreichischen Volkspartei und trat als Kandidat bei der Nationalratswahl 1945 an. Am 12. Juli 1946 wurde zum Bürgermeister von Bad Ischl gewählt. Ab 7. November 1949 war er Vizebürgermeister. Von 1961 bis 1966 war er Stadtrat in Bad Ischl. Daneben war er Im Land- und Forstarbeiterbund aktiv, wo er bis Dezember 1949 Schriftführer war. Von 1952 bis an sein Lebensende war er auch als Pfarrkirchenrat tätig.

## Ehrungen
- Ehrenbürger von Bad Ischl[2]
- 1961 Goldenes Verdienstzeichen der Republik Österreich[3]

## Belege
1. ↑  Kandidaten für den Nationalrat. In: Oberösterreichische Nachrichten. Unabhängiges Tagblatt österreichischer Demokraten, 8. November 1945, S. 2 (online bei ANNO).
2. ↑  Josef Zeppetzauer, Friedhof Bad Ischl. In: friedhofsfuehrer.at. Abgerufen am 19. Februar 2021.
3. ↑  Personalnachrichten: Auszeichnungen und Titelverleihungen. In: Soziale Sicherheit. Zeitschrift für die österreichische Sozialversicherung, 14. Jahrgang, Heft 5, Mai 1961, S. 184 (Online bei ANNO).

| Personendaten    | Personendaten                                                |
| ---------------- | ------------------------------------------------------------ |
| NAME             | Zeppetzauer, Josef                                           |
| KURZBESCHREIBUNG | österreichischer Forstarbeiter, Gewerkschafter und Politiker |
| GEBURTSDATUM     | 2. Februar 1887                                              |
| GEBURTSORT       | Ischl                                                        |
| STERBEDATUM      | 23. Mai 1970                                                 |
| STERBEORT        | Bad Ischl                                                    |